# Слано Копово
Слано Копово је специјални резерват природе, заштићено подручје у Војводини. Налази се у близини Новог Бечеја, тачније североисточно од Новог Бечеја и реке Тисе. То је једна од последњих очуваних сланих мочвара у Србији. Слано Копово је јединствено Панонско станиште које се одликује сланим блатњавим барама и повремено постаје језеро које током летње сезоне се пресушује. Слано Копово је непроцењив центар сланих-мочварних станишта којима прети потпуно нестајање.
Слано Копово се на листи Рамсар подручја за очување и одрживо коришћење тресишта налази од 2000. године.
У прошлости, река Тиса је често мењала своје корито и Слано Копово је једно од њених древни меандри. Слано Копово се појављује у 17. и 18. веку након што су мочваре исушене и изграђени насипи. Повећање испаравања и повлачење воде из најнижих приземних области довело је до акумулације слојева соли понекад и по неколико центиметара. Повећано загревања ваздуха изнад језера и температурна разлика са околних поља доводи до оптичких и метеоролошке појава, као што су фатаморгане и неуобичајних појава ветра.

## Географија
Слано Копово се налази на просечној надморској висини од 80 м. Најнижа тачка је на 75 а највиша на 86 метара надморске висине. резерват сачињавају два базена, Слано Копово и Постина Копово, између ове две водене површине су земљишта која се користе у пољопривредне сврхе.
Значај Сланог Коповог је вишеструк. То је један од значајнијих и јединствених станишта птица у Србији. Од посебног значаја је да се у Копову гнезде птице које су типичне за Понто-Каспијска подручја и морске обале, а не подручја Панонске низије. Копово је такође јединствена тачка за миграторне врсте птица.

## Биљне и животињске врсте
У погледу флоре, Слано Копово одликује халофитна вегетација, која је прилагођена сланом земљишту. Ту се такође може наћи ретка биљка сланих земљишта, „Thero-Salicornietea“.
У Сланом Копову је сачувана јединствена слатинска заједница. Већина вегетације која се може овде наћи расте на слтинској површини и то само на горњем слоју. Ова врста хабитата је готово нестала из области Панонске регије. Најважније врсте слатинске вегетације су цаклењача, јурчица и панонска јурчица, које су раритети заштићени законом.
У непосредној близини Тисе, врсте које прате ток ове реке и њен шумски појас, посећују ову широку, отворену водену површину. Слано Копово је повољан амбијент за ждралове, дивље патке, дивље гуске и шљукарице као и птице сабљарке и морске жаларе. Укупно је на подручју Сланог Копова забележено 203 врста птица, што је 63% од свих познатих врста у Војводини.
Главне врсте сисара су европска текуница, пољски миш и степски твор.

## Презервација
Због своје важности и крхкости, Слано Копово је уписано на Рамсарску листу за очување и одрживо коришћење мочварних површина. Слано Копово је признат као званични сектор и као значајно подручје за очување птица (ИБА). Ово заштићено подручје обухвата површину од 2660ha.